# Mesetas bajas del interior
Las mesetas bajas del interior son una región fisiográfica en el este de los Estados Unidos. Consiste en un paisaje diverso que se extiende desde el norte de Alabama a través del centro de Tennessee y Kentucky hasta el sur de Illinois, Indiana y Ohio. Sus comunidades naturales son una matriz de bosques templados, bosques y praderas.

## Configuración
Es una región de llanuras onduladas y mesetas erosionadas, con un clima subtropical húmedo en el sur y continental húmedo en el norte. Es notable por su extensa piedra caliza kárstica, que comprende las cuevas en el parque nacional de Mammoth Cave. Esta región incluye una porción de lo que el Servicio Forestal de los Estados Unidos llama el "bosque central de frondosas".
La región se extiende desde el sur de Ohio, Indiana e Illinois a través de Tennessee y el centro de Kentucky hasta el norte de Alabama. Casi el 65% del territorio de Kentucky se encuentra dentro de la región de las mesetas bajas del interior, que abarca un área desde las mesetas occidentales de los Apalaches hasta el río Tennessee. Incluye las regiones de Bluegrass y los Knobs de Kentucky, Highland Rim y Shawnee Hills.

## Geología
El lecho rocoso subyacente de las mesetas bajas del interior consiste en rocas sedimentarias como piedra caliza, arenisca y esquisto. Éstos datan del período Ordovícico en la cuenca de Nashville y la región de Bluegrass, hasta el período Carbonífero en Shawnee Hills. Las mesetas bajas interiores se encuentran en el borde sur del límite glaciar. A diferencia de la llanura de labranza del norte, el lecho rocoso subyacente generalmente está cerca de la superficie, y la topografía de un área depende de qué tan resistente sea el lecho rocoso subyacente a la erosión. Las areniscas más resistentes han resultado en áreas más montañosas como Norman Upland y Crawford Upland en el sur de Indiana, mientras que las calizas más blandas ya se han erosionado hasta convertirse en llanuras suavemente onduladas, como Scottsburg Lowlands y Wabash Lowlands en el sureste y suroeste de Indiana. Las partes más montañosas de las Mesetas Bajas del Interior no son cadenas montañosas, sino mesetas diseccionadas .[cita requerida]

## Comunidades naturales

### Bosques
Los árboles comunes en esta comunidad incluyen Quercus stellata, Quercus alba, Quercus falcata, Quercus velutina y Carya glabra. En áreas más calcáreas, los árboles de bosques comunes incluyen Quercus shumardii, Quercus muhlenbergii y Carya carolinae-septentrionalis. En los bosques secos más ácidos hay Quercus montana y Pinus virginiana. En las llanuras pantanosas de Fragipan, los bosques consisten en Quercus phellos, Quercus lyrata, Quercus palustris, Liquidambar styraciflua y Nyssa sylvatica. Los bosques de esta región contienen una rica capa herbácea amante del sol, con muchas especies de Solidago, Helianthus y Symphyotrichum.

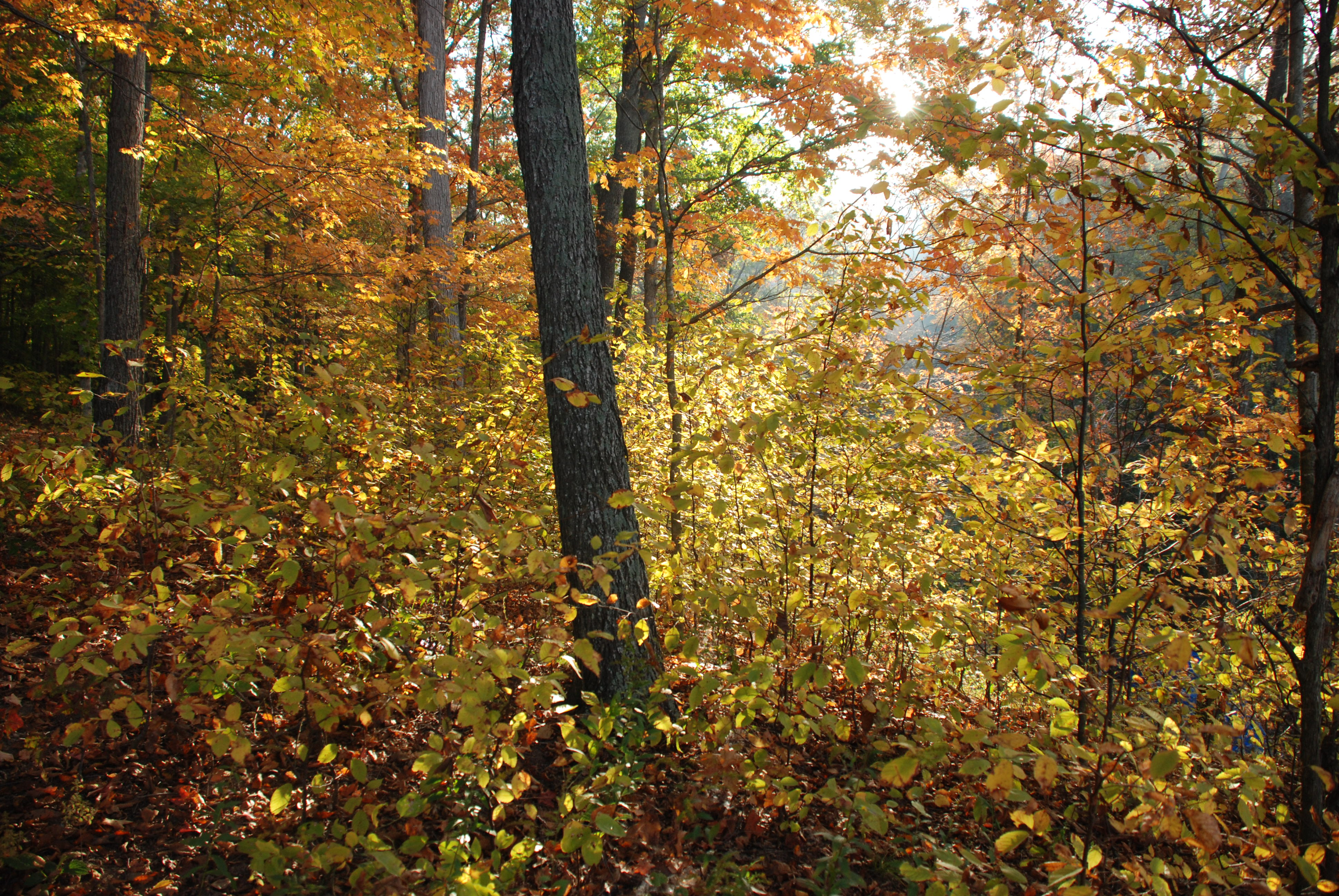
Bosque de robles y nogales en el Bosque Nacional Hoosier, Indiana
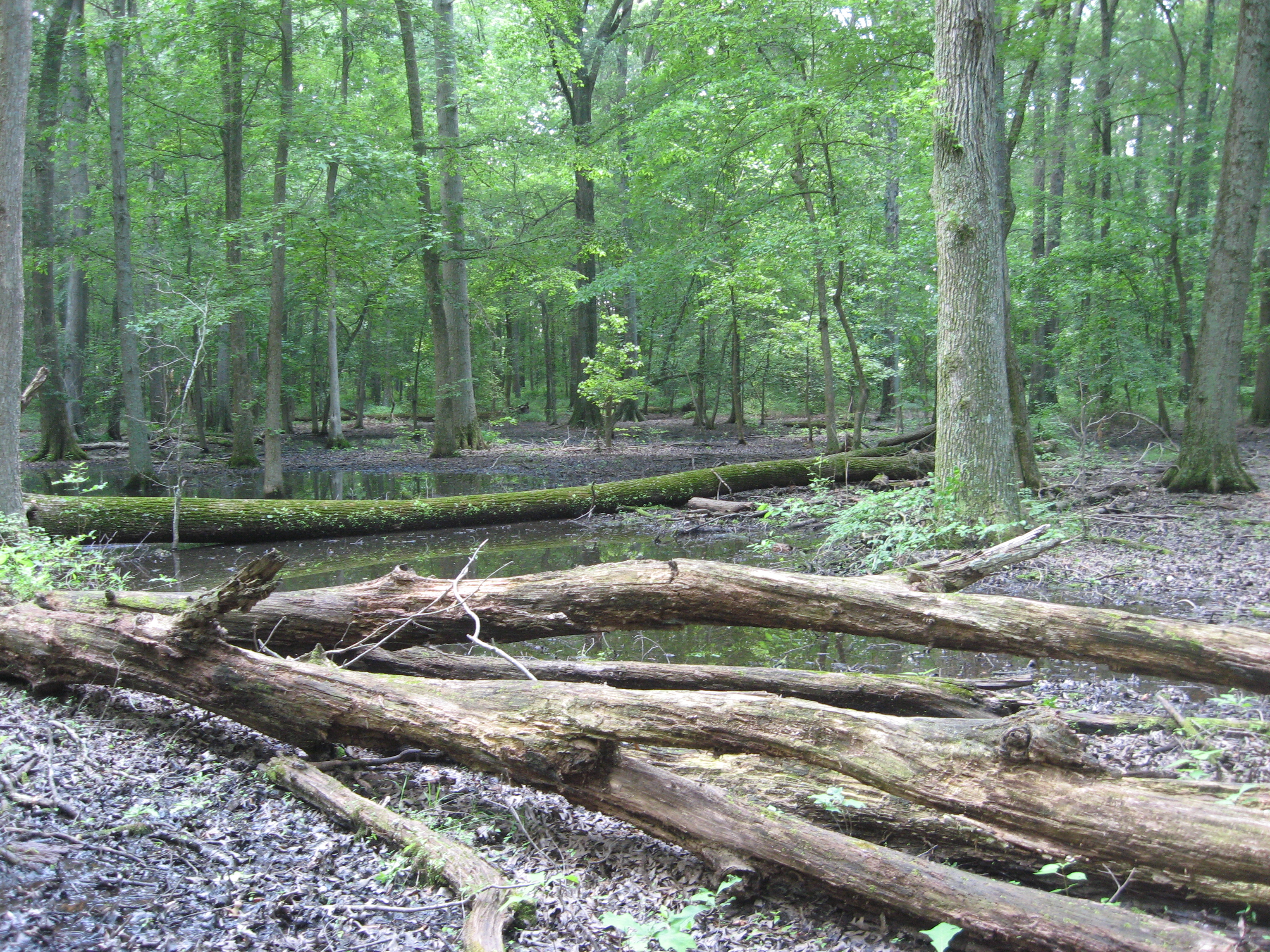
Flatwoods de roble húmedo en Pennyroyal Plain, Tennessee

### Pradera y sabana
Históricamente, las superficies planas de las mesetas bajas del interior contenían extensas áreas de praderas abiertas. Esta comunidad se concentró en las áreas de Mitchell Plain y Pennyroyal Plain con áreas más pequeñas de pradera en la cuenca de Nashville y Highland Rim. Los primeros colonos describen estas áreas como extensiones casi sin árboles, que contienen pollos de la pradera y manadas de bisontes. Hoy en día, quedan algunas praderas en áreas que se manejan mediante quemas controladas u otras formas de remoción de árboles, como líneas eléctricas y desmontes a los costados de las carreteras.

Las praderas secas son el remanente más común en esta región, debido a su inadecuación para la agricultura y su resistencia a la sucesión. Están dominados por Schizachyrium scoparium y Aristida purpurascens. Las praderas mésicas son más raras y están dominadas por pastos muy altos comoSorghastrum nutans, Andropogon gerardi y Erianthus alopecuroides. Las praderas húmedas son el tipo de pastizal más raro y peor documentado en esta región. Los pocos remanentes existentes tienen especies como Tripsacum dactyloides, Spartina pectinata, y muchos juncos (Juncus y  Carex). Remanentes significativos de pradera ahora permanecen en Fort Campbell y la base aérea Arnold, así como en algunas pequeñas reservas naturales. Según los informes, el roble Quercus marilandica era uno de los pocos árboles que ocasionalmente podía sobrevivir a los incendios forestales anuales en las praderas.

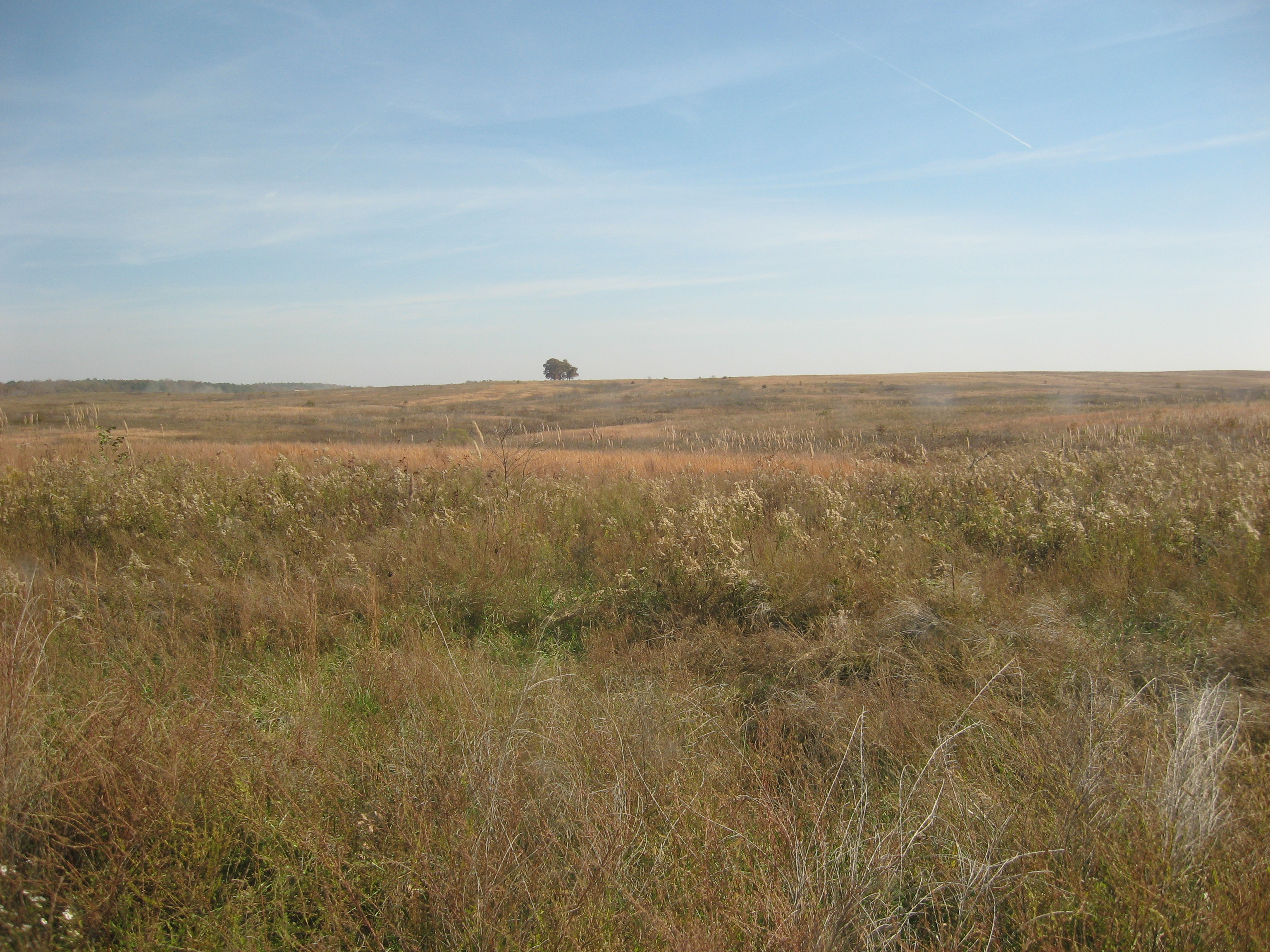
Remanente de la pradera mésica en Pennyroyal Plain, Tennessee
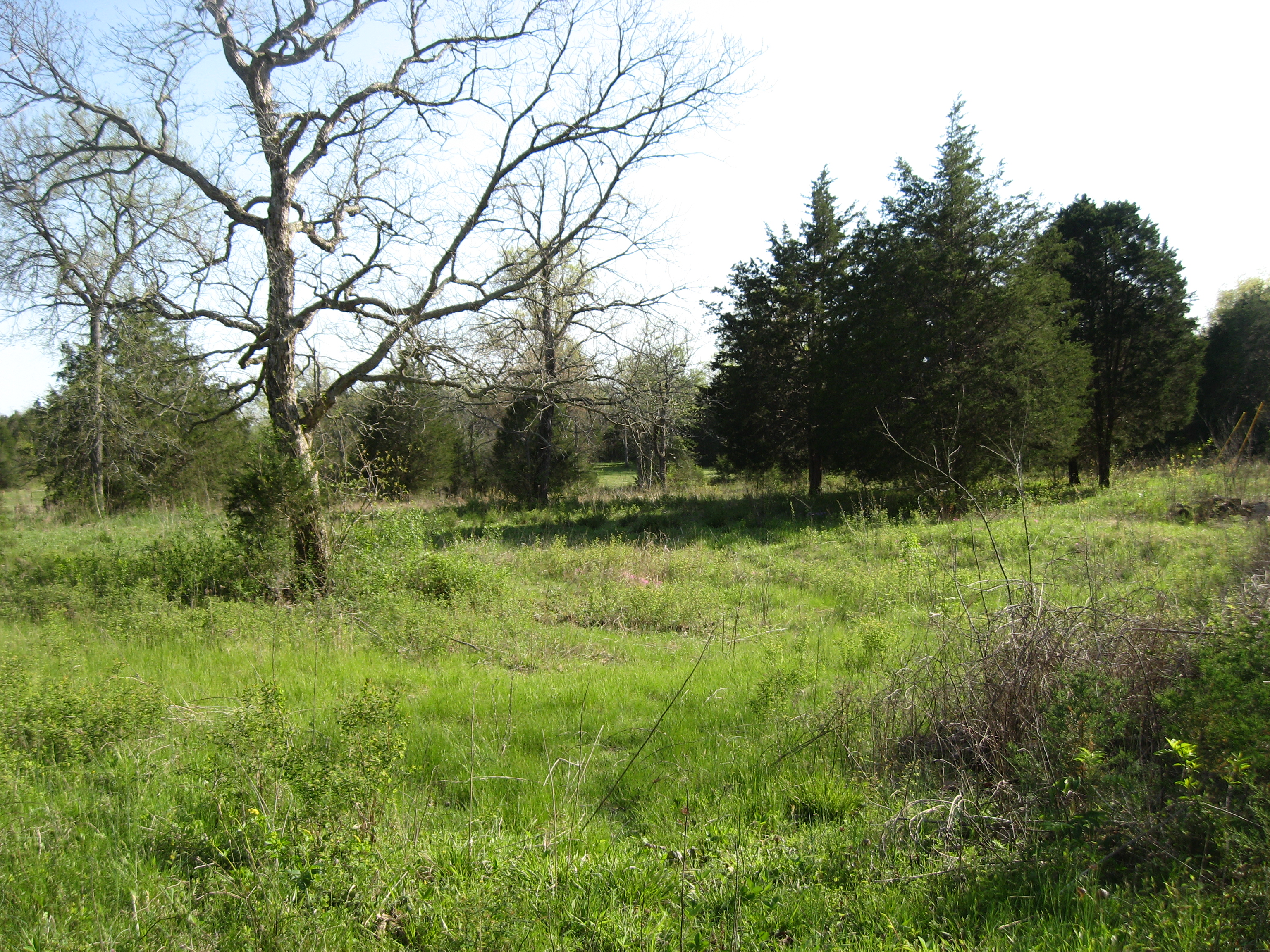
Sabana seca de robles en la cuenca interior de Nashville, Tennessee

### Bosques templados
Los bosques de dosel cerrado en esta región también se encuentran naturalmente en muchas áreas, como zonas ribereñas, lechos de ríos y terrenos disecados.
Los bosques mésicos a menudo se encuentran en gargantas de arroyos angostos. Estos bosques tienen una diversidad particularmente rica en flores silvestres de primavera. Están dominados por Acer saccharum, Fagus grandifolia, Tilia americana, Quercus rubra y Liriodendron tulipifera. En el borde oriental de las tierras altas, en el borde de la meseta de Cumberland, estos bosques desarrollan un carácter más apalachiano y contienen especies como Tsuga canadensis,Aesculus flava y Magnolia tripetala. Los bosques de ensenadas de arenisca ácida en Shawnee Hills también contienen especies más típicas de los Apalaches, como Betula alleghaniensis y Magnolia tripetala.
Los bosques de llanuras aluviales en las Mesetas Bajas del Interior siguen siendo relativamente comunes, aunque muchas áreas se han convertido a la agricultura. Estos bosques están dominados por Celtis laevigata, Acer negundo, Acer saccharinum y Platanus occidentalis.

Los bosques eran particularmente comunes en las tierras altas de la región de Inner Bluegrass de Kentucky, que tiene condiciones naturalmente mésicas. Estos bosques estaban dominados por Acer saccharum, Carya cordiformis, Aesculus glabra, Fraxinus quadrangulata y Quercus muhlenbergii. Esta comunidad ahora es bastante rara en Inner Bluegrass debido a la tala por parte de los primeros colonos europeos. Su destrucción fue tan rápida y completa que los ecologistas de mediados del siglo XX confundieron el estado de sucesión del Bluegrass con su condición natural. Las especies amantes del sol como Celtis occidentalis, Prunus serotina, Juglans nigra y  Fraxinus americana ahora dominan gran parte de la región de Bluegrass.

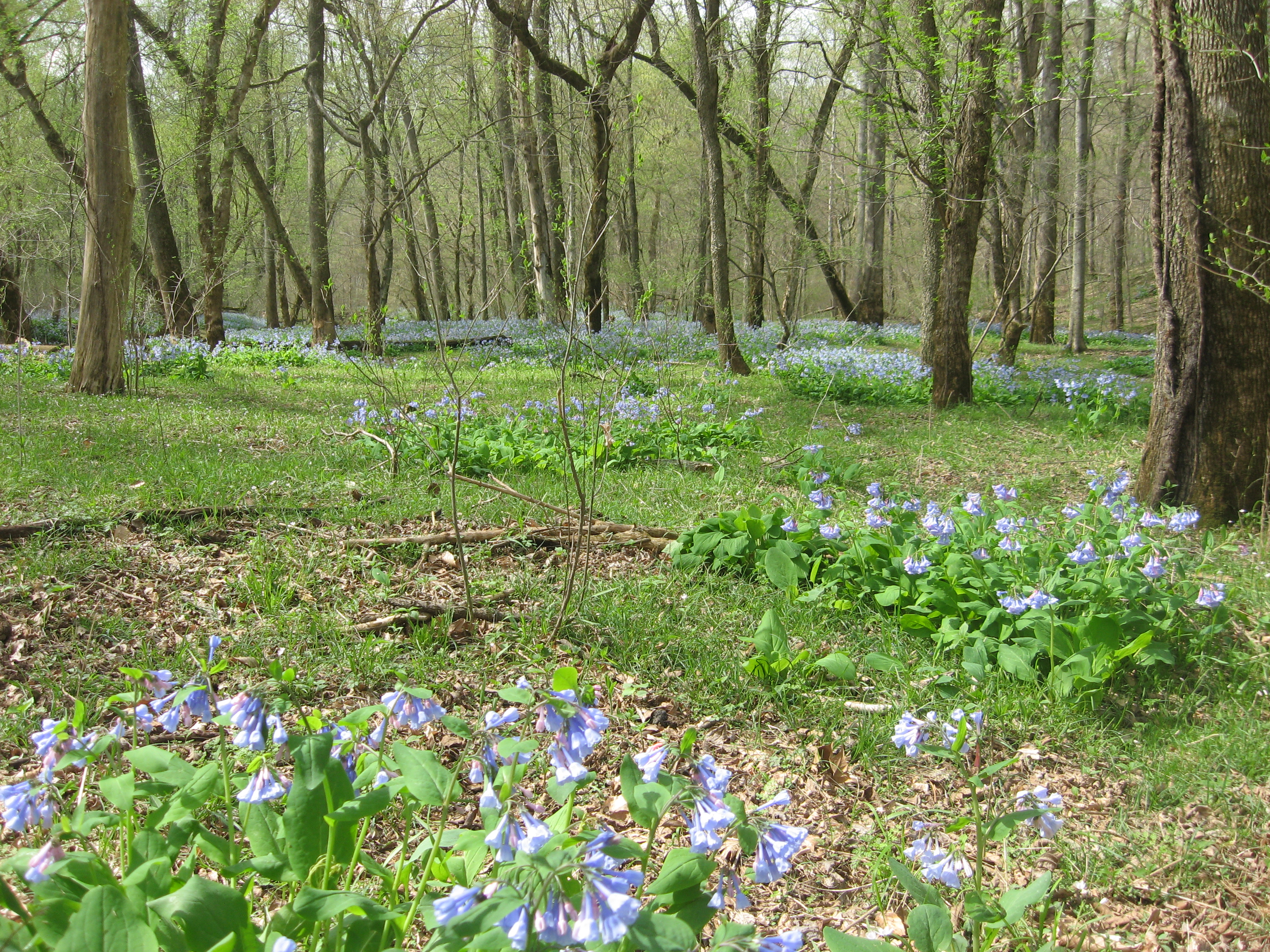
Bosque de tierras bajas en Pennyroyal Plain, Kentucky
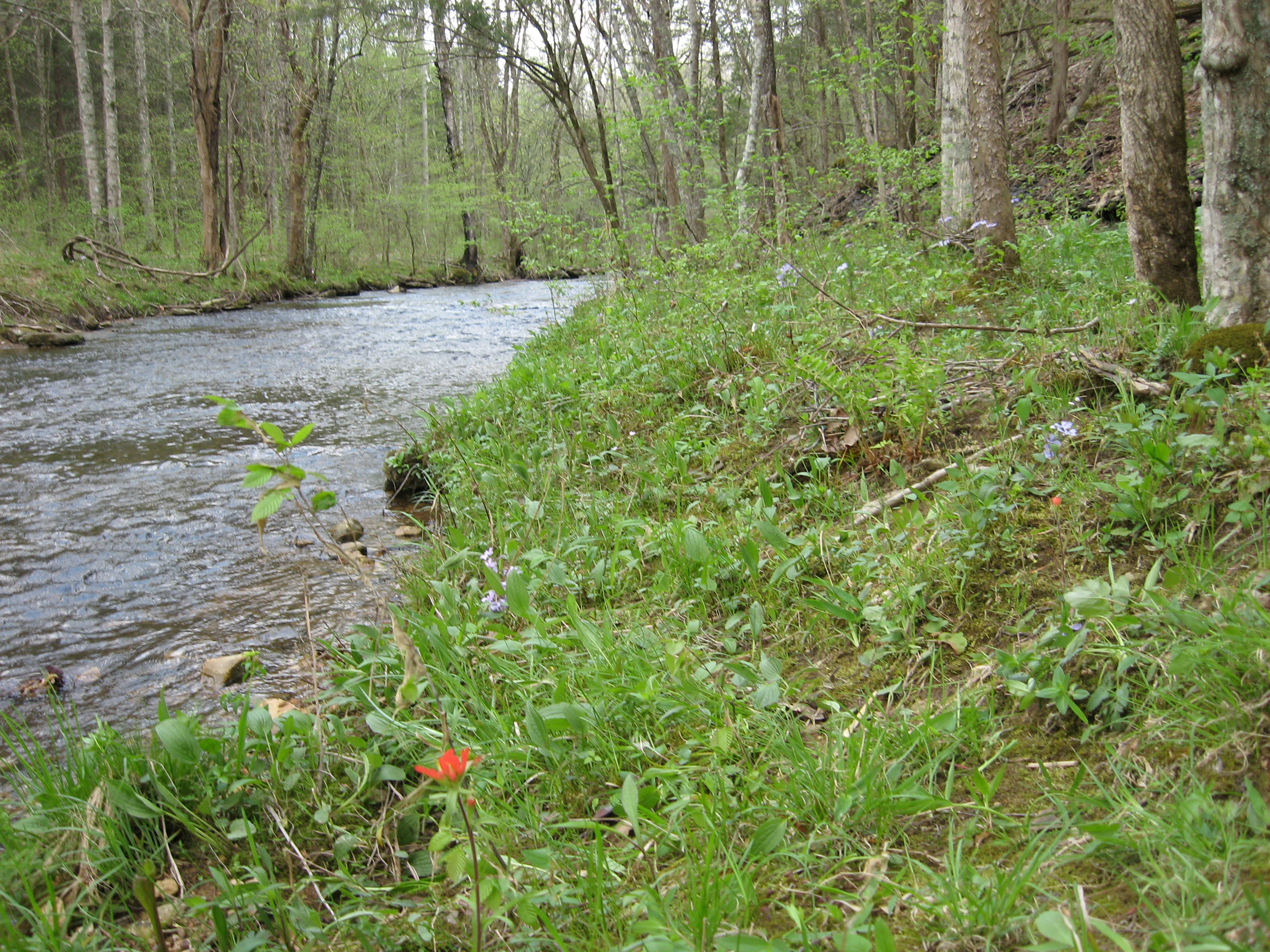
Bosque ribereño calcáreo en Western Highland Rim, Tennessee

### Baldíos y claros
Los páramos son áreas abiertas sin árboles en las laderas, a menudo con suelo poco profundo. Estos se encuentran esporádicamente en Outer Bluegrass, Inner Nashville Basin, Shawnee Hills y en partes de Highland Rim. No está claro si estas comunidades dependen del fuego para su apertura o se mantienen solo por las condiciones del suelo. Por lo general, están dominados por pastos cortos como Schizachyrium scoparium y hierbas grandes y vistosas como Silphium terebinthinaceum y Liatris. Los páramos son particularmente abundantes y están bien conservados en el área del condado de Adams, Ohio, que incluye Adams Lake Prairie, Lynx Prairie, Chaparral Prairie y otros.
Los claros calcáreos son áreas de rocas planas expuestas de lecho rocoso. En la cuenca de Nashville, los claros se encuentran con mayor frecuencia en áreas que fueron una matriz de comunidades áridas y boscosas. Aunque históricamente con un borde de pastizales más abierto, muchos ahora están rodeados por densos matorrales de Juniperus virginiana y Cercis canadensis. Los claros son más comunes en la cuenca de Nashville, aunque se encuentran ejemplos raros en Mitchell Plain, Pennyroyal Plain y Outer Bluegrass. Los claros tienen una flora adaptada a condiciones extremadamente secas en el verano y agua estancada en la primavera. Los claros de la cuenca de Nashville y el valle de Moulton se consideran un endemismo central debido a su gran cantidad de especies restringidas. Las especies características de los claros de la cuenca de Nashville incluyen Leavenworthia stylosa, Phemeranthus calcaricus, Pediomelum subacaule, Dalea gattingeri y Astragalus tennesseensis. Los claros en otras regiones contienen menos endemismo y se caracterizan por especies como Sedum pulchellum, Scutellaria parvula, Viola egglestonii, Leavenworthia uniflora y Sporobolus vaginiflorus.

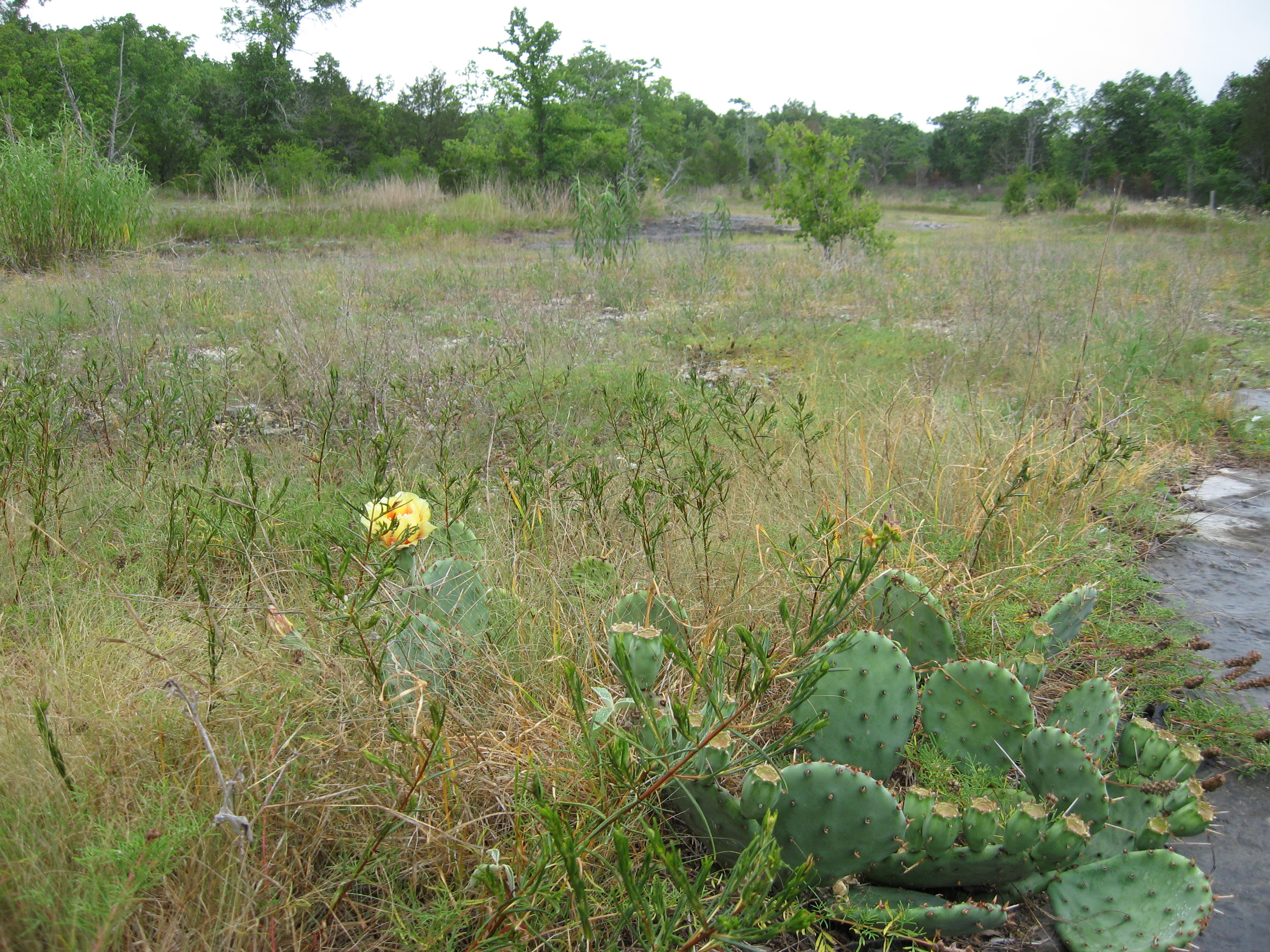
Claro de piedra caliza en la cuenca interior de Nashville, Tennessee
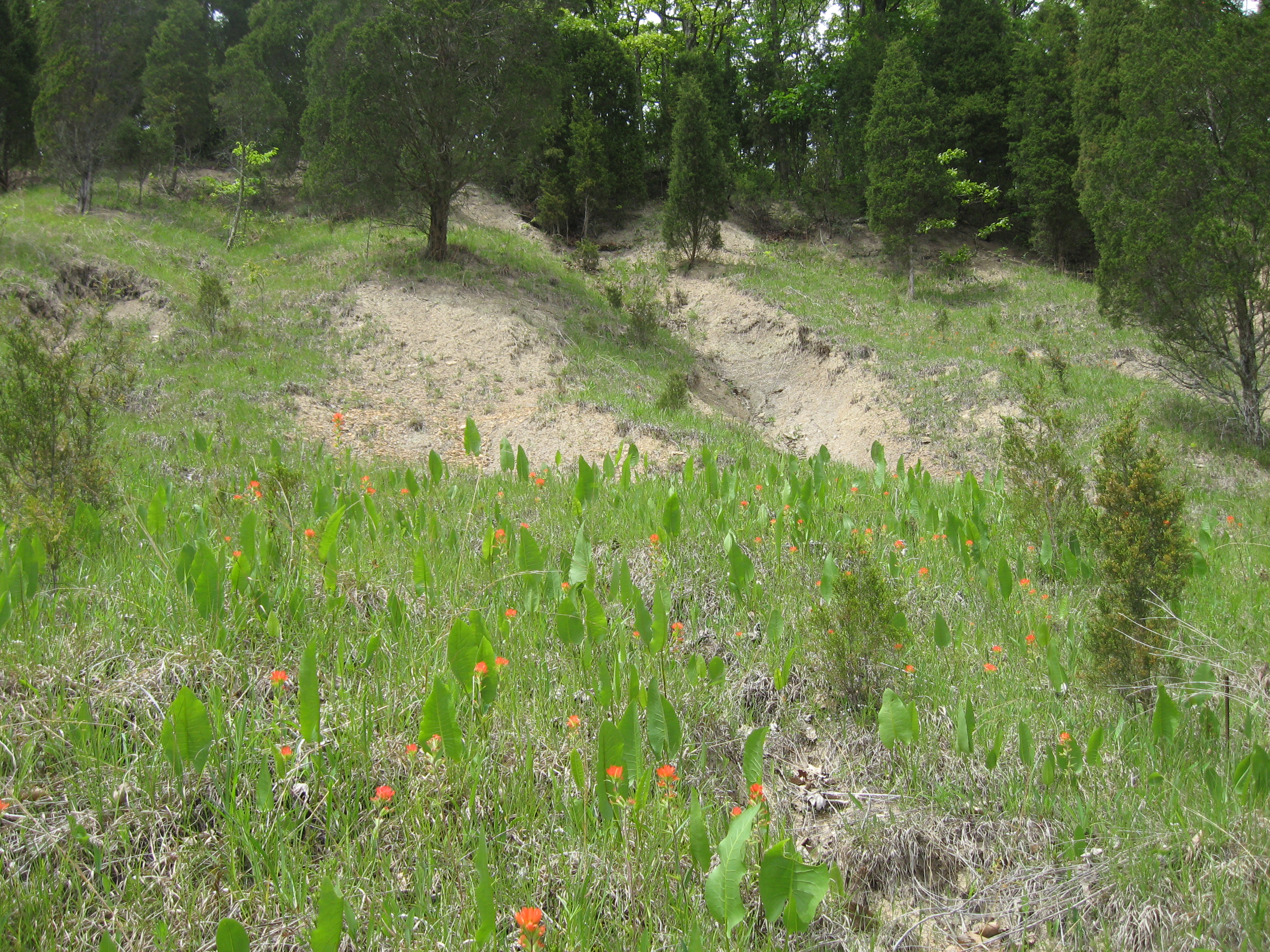
Dolomita estéril en el Outer Bluegrass, Kentucky

### Humedales
Las mesetas bajas del Interior tienen una gran cantidad de estanques de sumideros en las regiones kársticas de Mitchell Plain, Pennyroyal Plain y Highland Rim. Estas comunidades aisladas históricamente se encontraban dentro de una matriz de pradera húmeda. Estas comunidades a menudo están cubiertas por bosques pantanosos y están dominadas por Populus heterophylla y Acer rubrum. Los ejemplos herbáceos de alta calidad tienen especies con afinidades con las llanuras costeras. Muchas de estas comunidades han sido destruidas debido al drenaje para la agricultura.

Un tipo de humedal raro en esta región es el pantano de infiltración calcárea. Estos se encuentran con moderación en Highland Rim, y están dominados por Parnassia grandifolia y la hierba Xyris tennesseensis. Las filtraciones calcáreas también se encuentran cerca de los claros en la cuenca interior de Nashville. Estas comunidades a menudo tienen extensos rodales de Schoenolirion croceum y otras especies raras. Las filtraciones calcáreas y los bosques pantanosos también se encuentran con moderación en la región de Bluegrass. Estos contienen árboles como Fraxinus pennsylvanica y Quercus bicolor, junto con muchas plantas herbáceas que se consideran raras en la región.

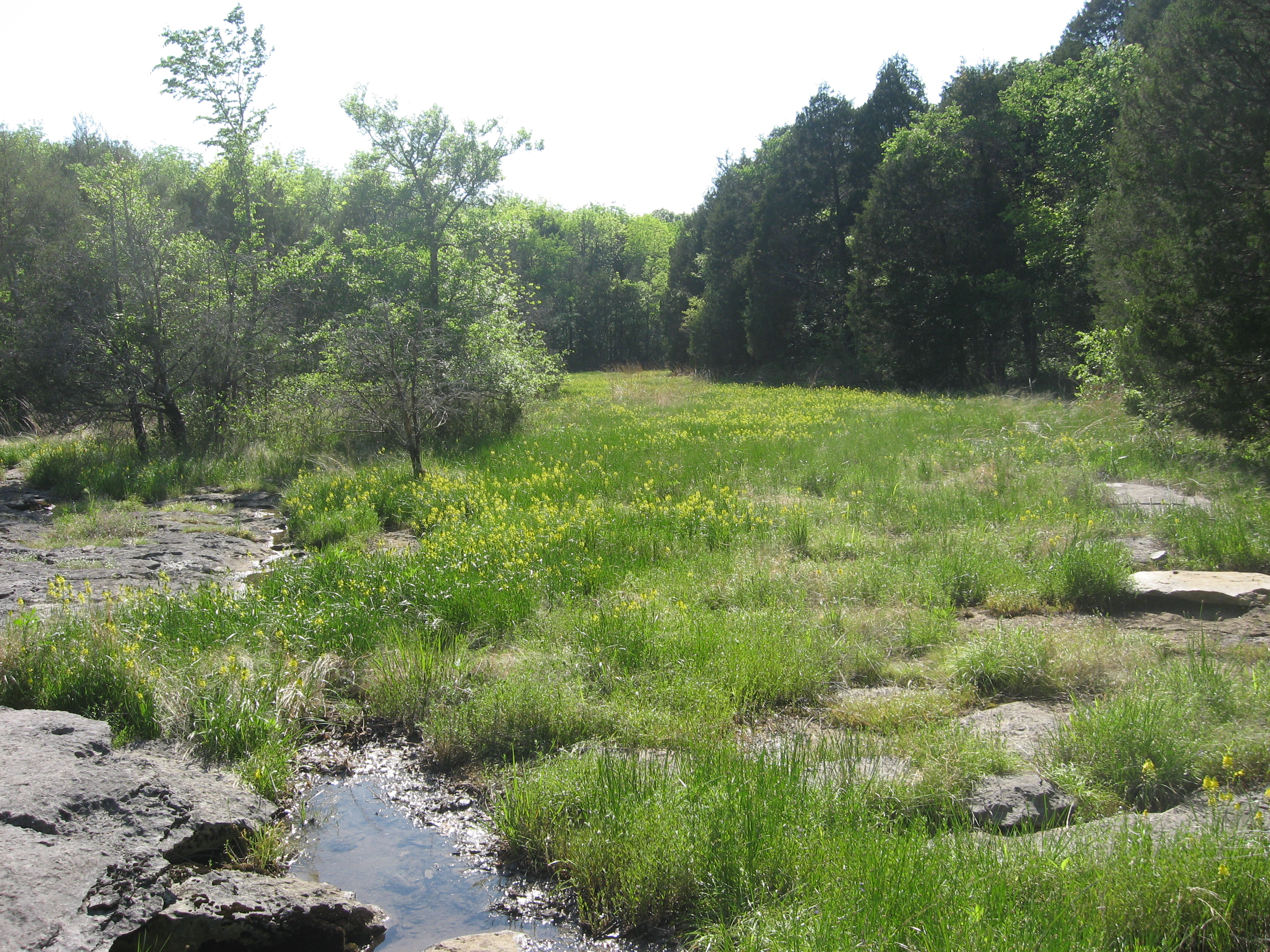
Pantano de filtración calcárea en la cuenca interior de Nashville, Tennessee
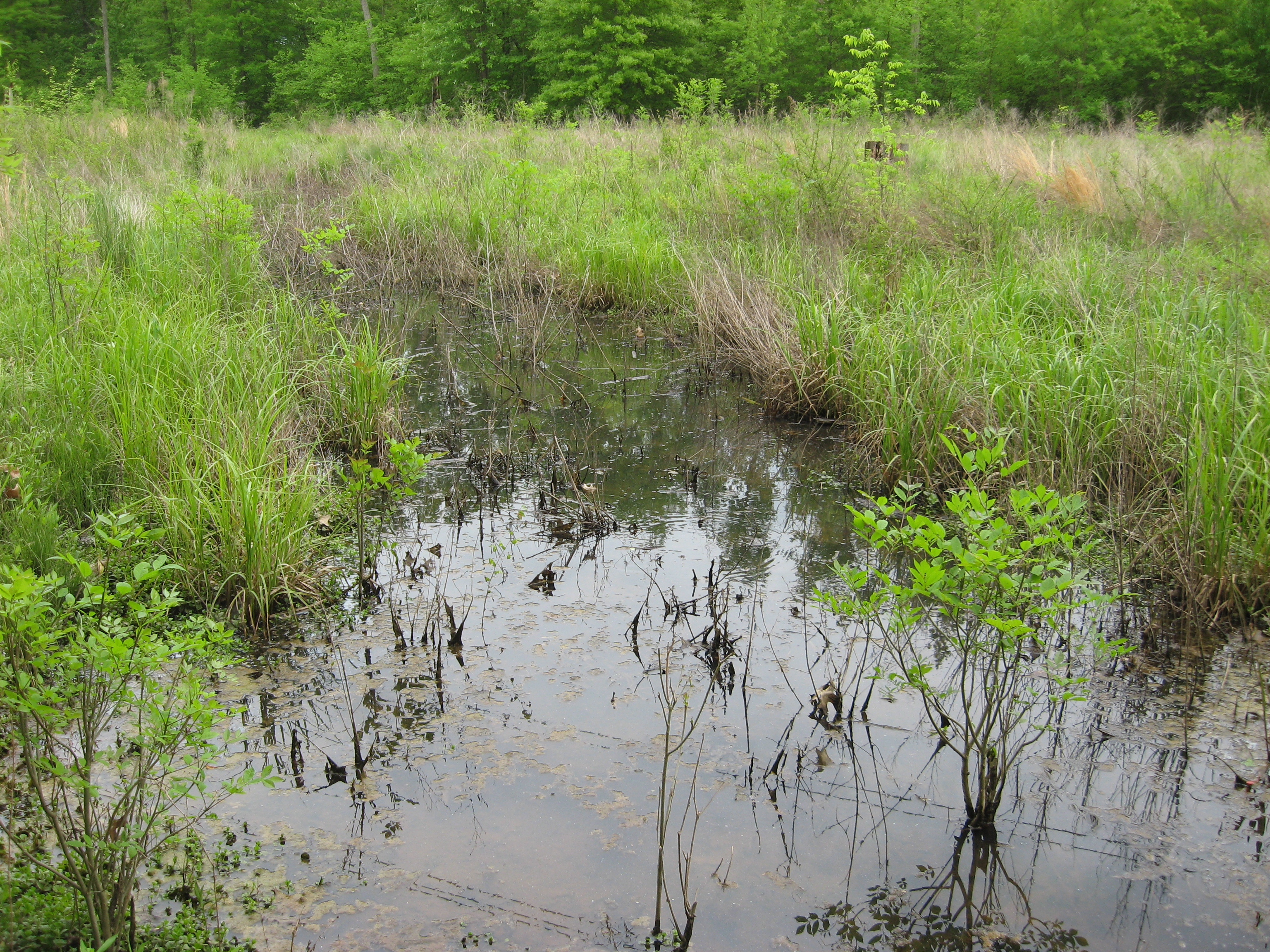
Ciénaga emergente a lo largo del río Cumberland, Tennessee

## Fauna
Esta región contiene la diversidad más rica de animales de agua dulce en América del Norte. En particular, el río Duck en Tennessee se considera uno de los tres ríos con mayor riqueza biológica del mundo y contiene más de 150 especies de peces, 60 especies de mejillones de agua dulce y 22 especies de caracoles acuáticos. El río Green en esta región también alberga diversidad de una escala similar. Esta gran cantidad de diversidad de mejillones de agua dulce se debe al lecho de roca caliza que subyace en gran parte de la región. La piedra caliza crea agua calcárea que actúa como un amortiguador contra la acidez, lo que ayuda a los mejillones en la formación de conchas.

## Amenazas
El predominio del roble en esta parte de las sabanas precolombinas de América del Norte se debió a los frecuentes incendios. Las políticas de extinción de incendios desde la década de 1930 han sido una perturbación forestal significativa.
En la actualidad, hay muy poco hábitat intacto en esta ecorregión, con una reducción de los bosques de frondosas de las tierras bajas en un 70-95 %, y solo queda el 0,02 % de las sabanas originales de robles. Aunque gran parte del área está cubierta de bosques, estos bosques tienden a estar muy fragmentados y significativamente alterados por el desarrollo, la agricultura y la extinción de incendios. Los bosques están dominados principalmente por especies de robles y nogales, pero la sucesión ha llenado el sotobosque con arces y tuliperos y ha bloqueado la regeneración de los robles. En algunas áreas, el hábitat está amenazado por la urbanización y las especies invasoras como el ligustro no autóctono, la madreselva, la ajera y el kudzu.

## Protección
Las áreas naturales significativas en la ecorregión incluyen: Parque nacional de Mammoth Cave; el Área Recreativa Nacional Land Between the Lakes de Tennessee y Kentucky; el Bosque Nacional Hoosier y el Bosque Estatal Yellowwood en el sur de Indiana ; el borde de la reserva Appalachia en Ohio ; y Shawnee Hills en el sur de Illinois.